# Kwabena Adusei
Kwabena Adusei (3 giugno 1987) è un ex calciatore ghanese, di ruolo difensore.

## Carriera

### Nazionale
Ha esordito in nazionale nel 2013; nel 2014 è stato finalista perdente nel Campionato delle nazioni africane.

## Palmarès

### Club

#### Competizioni nazionali
- Campionato ghanese: 2

Asante Kotoko: 2012-2013, 2013-2014